# Auerbach (Deggendorf)
Auerbach (pronunciació alemanya: [ˈaʊ̯ɐˌbax] ( escolteu-ho): és un municipi en el districte de Deggendorf a Baviera, Alemanya.

## Geografia
El municipi d'Auerbach està ubicat a la regió de Donau-Wald, una de les 18 regions de planificació de l'Estat Lliure de Baviera.